# Prnalija (Radovis)
Prnalija (macedónul: Прналија) település Észak-Macedóniában, a Délkeleti körzetben, a Radovisi járásban.

## Népesség
| Lakosok száma | 190  | 224  | 194  | 153  | 192  | 168  | 136  | 122  |
|               | 1948 | 1953 | 1961 | 1971 | 1981 | 1991 | 1994 | 2002 |

- 2002-ben 122 lakosa volt, akik mindannyian törökök.